# Webley (revolver)
Revolvery Webley vyráběné od poloviny 19. století v mnoha modifikacích u birminghamské firmy Webley & Scott si získaly velkou oblibu u svých uživatelů. Používaly se jako policejní, civilní i vojenské zbraně a byly rovněž napodobovány četnými evropskými zbrojovkami.

## Historie
Autorem prvních revolverů firmy Webley & Scott byl James Webley. Spolu se svým bratrem Philipem sestrojil roku 1852 pětiranný perkusní revolver vlastní konstrukce. Firma nejdříve vyráběla kopie raných modelů revolverů Smith & Wesson, v roce 1865 začala výroba revolverů Webley s pevným rámem a jednočinnou spouští. Časem se objevilo velké množství modelů podobné konstrukce.

## Modely revolverů Webley

### Rané vzory revolverů Webley s pevným rámem
- Webley 1866 - revolver ráže .577 Eley (14,7 mm)
- Webley 1867 R.I.C. - revolver ve výzbroji královské irské jízdní policie (Royal Irish Constabulary). Ráže .422 Boxer (10,7 mm), .455 Webley (11,5 mm) nebo 11,6 mm. Varianty s různou délkou hlavně.
- Webley M.P. - revolver ve výzbroji londýnské policie (Metropolitan Police) od roku 1883. Ráže .450 Webley (11,4 mm), válec na 5 nábojů.
- Webley No. 2 "Bulldog" - (tzv. "Revolver Sherlocka Holmese") Ráže .455 Webley (11,5 mm), válec na 5 nábojů, délka hlavně 2½ palce (63 mm)
- Webley No. 5 "Express" - ráže .360 (9 mm), délka hlavně 3 palce (76 mm).
- Webley "Frontier" - ráže .45 britská nebo .45 Long Colt (11,43). Délka hlavně 5½ palce (146 mm)

### Rané vzory revolverů Webley s dělitelným rámem
- Webley - Pryse - revolver belgického systému Pryse vyráběný firmou Webley v různých modifikacích
- Webley - Kaufmann - ráže .45 Long Colt (11,43) nebo .455 Webley (11,5 mm), délka hlavně 5¾ palce (146 mm). Revolver podobný modelu Webley - Pryse, ale má jiný způsob uzamčení, odnímatelnou levou stěnu rámu a jiný tvar rukojeti.
- Webley - Wilkinson - ráže .455 Webley (11,5 mm), délka hlavně 6 palců (152 mm)

### Armádní revolver Webley - Green
Nazývaný též Army Model 1870 (1882) nebo "Webley Government". V roce 1870 vznikl robustní model revolveru s dvojčinnou spouští, sklápěcí hlavní a centrálním vyhazovačem nábojnic. Uzamykací ústrojí tvořila ohnutá odpružená páka na levé straně rámu. Její horní část svým zakončením držela rám pevně nad válcem. Po stisknutí spodního konce páky došlo k odemknutí revolveru. Toto zařízení bylo nazváno jako uzamčení Webley. Přestože nebyl oficiálně zaveden do armádní výzbroje, byl značně rozšířený ve výzbroji britských důstojníků a stal se svým designem a typem mechanizmu vzorem pro britské armádní revolvery. Ráže .45 Long Colt (11,43 mm) nebo .455 Webley (11,5 mm), délka hlavně 6 palců (152 mm). V roce 1882 byl modifikován.

### Armádní revolver Webley
Dříve vyráběný revolver Webley - Green byl po menších úpravách roku 1887 konečně přijat do výzbroje britské armády. Vyráběn byl v několika variantách až do roku 1932, kdy byl nahrazen ve výrobě armádním revolverem Enfield No.2 Mk.I v ráži .380, který byl podobné konstrukce.
Webley Mk. I
- Armádní revolver od roku 1887. Objednána zakázka na 10 000 kusů. Ráže .455 Webley (11,5 mm), délka hlavně 4 palce.

Webley Mk. II
- Modifikace z roku 1894. Změněn tvar drážek, zesílení palečníku kohoutu. Ráže .380 (9 mm), délka hlavně 4 palce.

Webley Mk. III
- Modifikace z roku 1897. Ráže .455 Webley (11,5 mm). Také policejní varianta poněkud menších rozměrů v ráži .380 (9 mm), která se vyráběla až do roku 1945.

Webley Mk. IV
- Modifikace z roku 1899. Ráže .38 S&W (9 mm)

Webley Mk. IV "New Model"
- Ráže .38 S&W (9 mm), délka hlavně 6 palců (152 mm). Odlišný od předchozích modelů konstrukcí rámu, s nímž je spojen do jednoho celku lučík spouště. Levá stěna rámu je odnímatelná.

Webley Mk. IV "Pocket Model"
- Kapesní model v ráži .38 S&W (9 mm) nebo .32 Long (7, 65 mm). Délka hlavně kolem 3 palců (76 mm).

Webley Mk. V
- Modifikace z roku 1913. Jako první z řady revolverů Webley používal náboje plněné bezdýmným prachem. Ráže .455 Webley (11,5 mm). V průběhu první světové války byla část revolverů této verze upravena pro střelbu pistolovými náboji .45 ACP (11,43 mm) s použitím nábojových pásků ve tvaru půlměsíce.

Webley Mk. VI
- Nejrozšířenější varianta armádního revolveru Webley. Do výzbroje britské armády byl přijat v květnu 1915. Ráže .455 Webley (11,5 mm), délka hlavně je standardně 6 palců (152 mm), vyráběny rovněž varianta s hlavní dlouhou 4 palce (102 mm) nebo 8 palcová (203 mm) varianta pro terčovou střelbu. Část revolverů této verze byla během první světové války upravena osoustružením zadního čela válce o 1,3 mm pro střelbu pistolovými náboji .45 ACP (11,43 mm). V průběhu války vyrobeno 280 000 kusů, celková produkce přesáhla 300 000 kusů. Výroba byla roku 1921 přesunuta z firmy Webley do zbrojovky Royal Small Arms Factory v Enfieldu. Roku 1932 byl nahrazen revolverem Enfield No.2 Mk.I v ráži .380 (9 mm), který byl podobné konstrukce. Revolvery Webley Mk. VI zůstaly ve výzbroji britské armády i za druhé světové války a byly vyřazeny až roku 1947.

### Ostatní modely revolverů Webley
- Webley W.P. (Webley Pocket) - kapesní model vyráběný od roku 1898. Ráže .320 Revolver (7,65 mm). Modifikovaná varianta byla vyráběna v letech 1901 - 1934.
- Poloautomatický revolver Webley - Fosbery

## Technický popis revolveru Webley Mk. VI

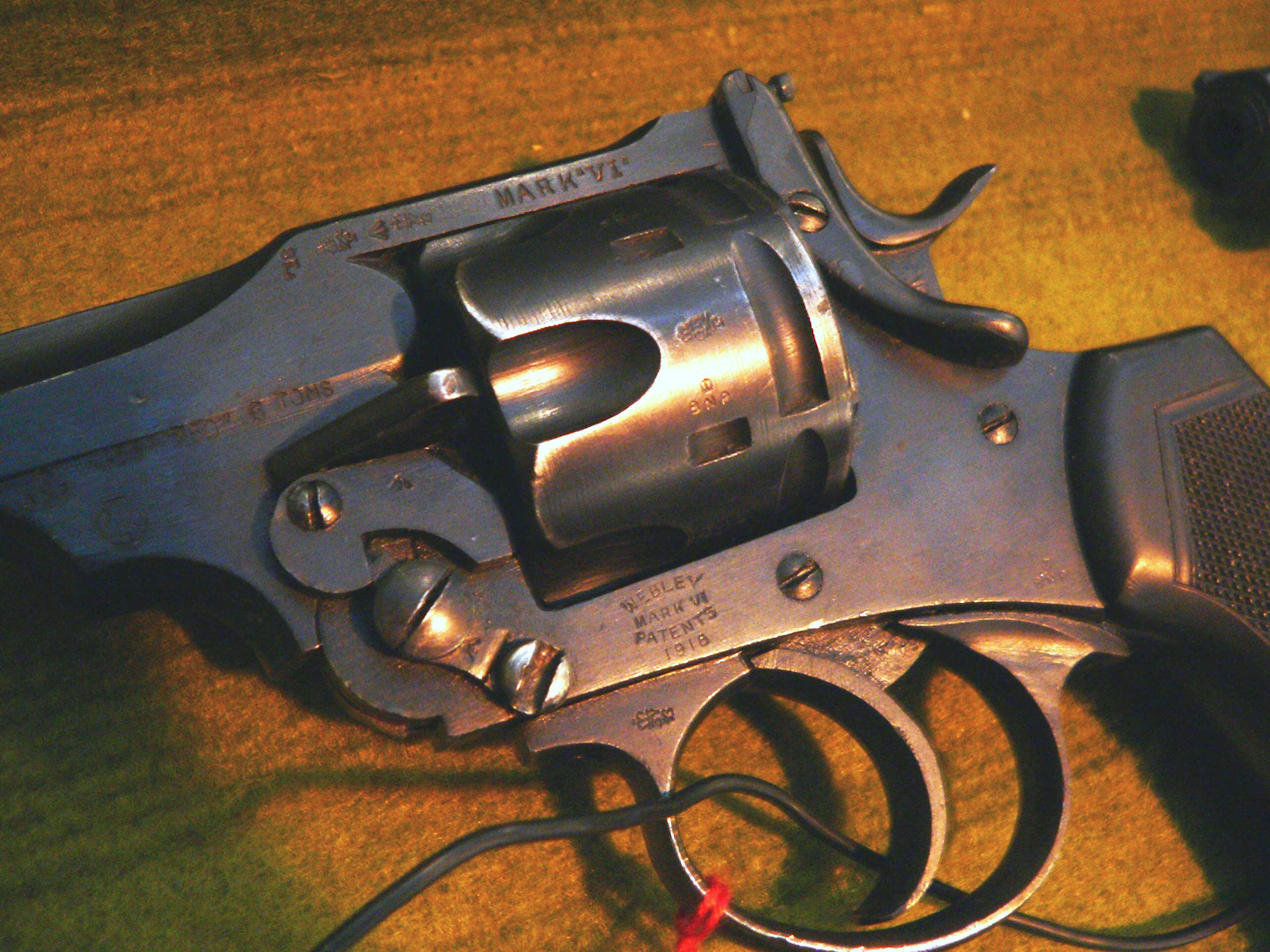
Detail revolveru Webley Mk. VI

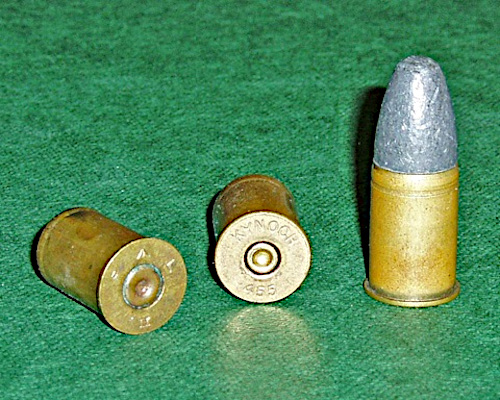
Náboje .455 Webley

Webley Mk. VI je opakovací revolver s děleným sklopným rámem, dvojfunkčním bicím mechanizmem a hromadným vyhazováním nábojnic. Šestipalcová hlaveň ráže .455 s typickým průřezem má sedm pravotočivých drážek vývrtu. Zajištění sklopného rámu je zajištěno otočnou západkou ve tvaru obráceného písmene U, jejíž ovládací část je umístěna na levé straně rámu pod osou kohoutu. Na pravé straně rámu se nachází plochá pružina ve tvaru písmena V, která přitlačuje zajišťovací západku do přední polohy. Tvar západky vylučuje odpálení náboje při nedokonalém zajištění rámu. Tento způsob zajištění rámu zbraně byl patentován roku 1885 H. Webleym a J. Carpenterem. Horní plocha západky tvoří hledí zbraně. Muška je na ústí hlavně upevněna šroubem.
Válec pro náboje ráže .455 je šestikomorový a je do poloviny odlehčen vyfrézovanými vybráními. Ve válci je umístěn centrální vyhazovač, který při sklápění rámu vysune vystřelené nábojnice z válce. Vačka vyhazovače je umístěna v mohutném kloubu sklopného rámu.
V rámu revolveru je umístěn jednoduchý dvojfunkční mechanizmus, který je variantou systému Schmidt-Galand. Kohout má pevný zápalník a s plochou bicí pružinou je spojen součástkou připomínající článek řetězu. Na tělese spouště je upevněna odpružená narážka, která zastavuje válec a páka, která jej posouvá.
Střenky jsou vyrobeny z tvrzené gumy a byly vyráběny ve třech velikostech.
Pro výcvikové účely byla vyráběna rovněž vložná hlaveň a válec v ráži .22 LR (5, 6 mm) a později se vyráběla i varianta revolveru Webley Mk. VI v této ráži.
V modelu Webley Mk. VI byl používán i náboj .500 Tranter, vyvíjený a zkonstruovaný v Anglii v 19. století. Revolverem Webley Mk VI komorovaným na tento náboj byla vybavena například Královská irská policie. Náboj byl vyráběn až do počátku 2. světové války. Nábojnice byla vyráběna z mosazi, popřípadě z mědi, náplň tvořil černý prach. Střela byla vyráběná z olova.
Pro revolver Webley byla rovněž v letech první světové války vyvinuta nástavná pažba a bajonet. Pažba byla převzata ze signální pistole Webley a byla upevněna pomocí ocelového dílu ve tvaru levé střenky, na který byla přišroubována. Bajonet byl patentem kapitána Arthura Pritcharda z roku 1916. Ostří bylo spolu s pochvou použito z bodáku pro francouzskou pušku Grass, držadlo bylo odléváno z mosazi, později z litiny. Zadní část zapadala vybráním okolo kloubu hlavně, v záštitě se nacházel upevňovací mechanizmus zapadající do základny mušky.

## Uživatelé
- Britské impérium[1]
- Hong Kong: Vyřazen
- Indie
- Irsko
- Izrael
- Lucembursko
- Filipíny
- Rhodesie[2]
- Singapur：Vyřazen